# Argasidae
Famille
Les Argasidae sont une famille de tiques. Elle regroupe les tiques à tégument dépourvu de sclérification, dites tiques molles.

## Description  et morphologie
Ces tiques sont des animaux de petites tailles et leurs larves (qui se développent en mordant un animal et y effectuant un repas de sang et de chair hydrolysée) sont très petites.
Le corps est ovale, de 10 à 20 mm à l'âge adulte, selon l'espèce, avec une allure générale rappelant celle de la plupart des acariens, si ce n'est que le dos est souvent aplati quand la tique n'est pas gonflée de sang, avec une forme en pointe côté tête chez certaines espèces.
Elles sont composées de deux parties : le capitulum et l'idiosome. L'absence de scutum laisse apparent le tégument chitinisé, d'apparence ridée ou chiffonnée (hors repas de sang), résistant à la déshydratation, d'où la dénomination de " tiques molles "
Les larves (hexapodes) se distinguent des adultes, par leur petite taille, mais aussi par un capitulum nettement distinct de l'idiosome, en position terminale.
Leur dernier article tarsal porte des pulvilles qui disparaissent aux stades suivant. Les nymphes ressemblent (en miniature) à la femelle adulte, sauf que leur pore génital est proportionnellement plus petit. Les larves ressemblent donc aux larves d'Ixodidae
Pour se nourrir elles parasitent diverses espèces et sont donc potentiellement vectrices d'agents pathogènes ; Selon les espèces, elles peuvent transmettre des virus, des bactéries, mais aussi des organismes de taille plus importante comme des protozoaires ou des nématodes.
Les Argasidae sont particulièrement sédentaires (endophilie et monotropisme), bien que pouvant être transportées par les animaux ou les prédateurs qui ont tué ces animaux (dont l'Homme ou le chat ou le chien). Elles passent généralement leur vie près de leur hôte (dans un terrier ou un nid ou une grotte, fissure, anfractuosité de falaise ou muraille, ou sous l'écorce d'un arbre...). Ils sont en outre pour la plupart très résistants, les adultes pouvant survivre sans nourriture (dans leur environnement) de un à dix ans après le départ de leur hôte.
L'hôte se sensibilise et développe souvent des allergies à la salive de la tique (forte irritation, œdème, toxicoses..).
Les tiques de cette familles ne s'attaquent pas à l'homme, avec quelques exceptions, le plus souvent dues à deux espèces qui mordent et piquent l'Homme quand elles ne trouvent pas d'autres hôtes ; Ce sont des Argas (Argas monolakensis) et des Ornithodoros (Ornithodoros coriaceus, O. erraticus et O. moubata).

## Habitat, modes de vie et alimentation

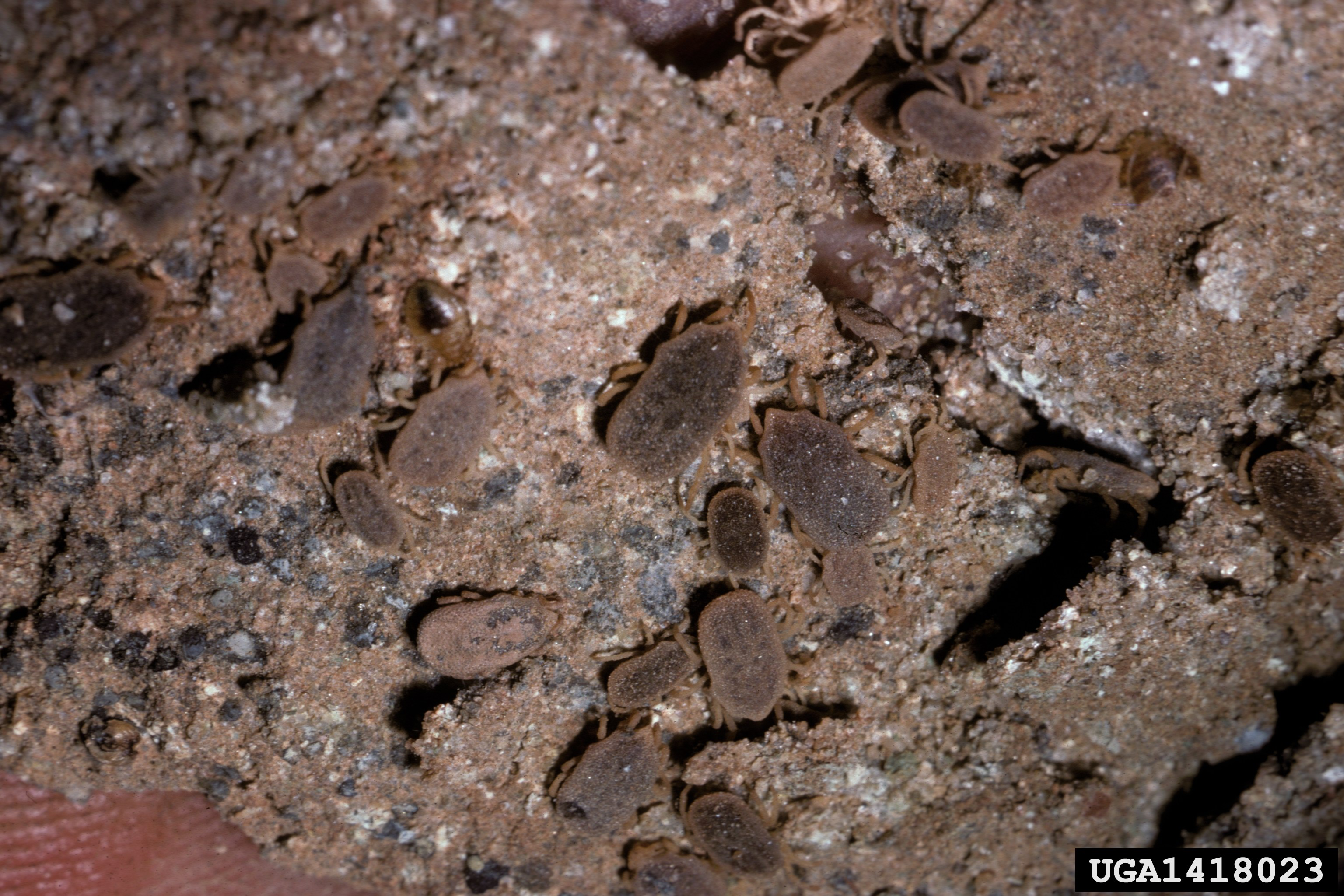
Ornithodoros concanensis, qui vit normalement dans les nids d'oiseaux s'est adapté aux poulaillers, où il peut atteindre des populations denses et véhiculer plusieurs pathogènes des volailles.

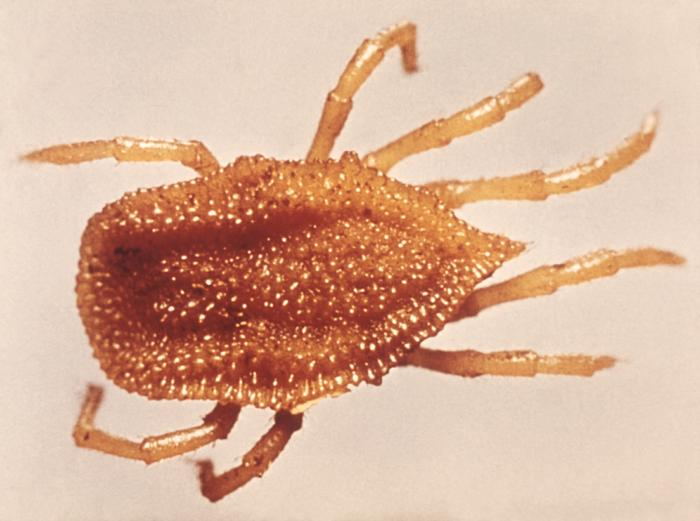
Espèce dAntricola, de la famille des Argasidae, parasite des chauve-souris.

Ce sont des ectoparasites d'oiseaux (dont des oiseaux marins), de mammifères (dont des chauve-souris). On en trouve dans le monde entier, mais elles vivent essentiellement dans les régions chaudes et même arides pour certaines espèces. Le plus souvent, elles se protègent de la chaleur le jour et piquent pendant la nuit (Argas persicus, Argas reflexus par exemple) où elles se dirigent, grâce à l'organe de Haller vers leurs hôtes. Cet organe contient des récepteurs sensibles aux vibrations, à la chaleur, au CO2 et à certaines émanations biochimiques de leurs victimes.
Elles sont dites hématophages mais ingèrent aussi de la chair lysée (hydrolysée) dans le derme autour du point de morsure. Les Argasidae ne se gorgent pas autant que le font les tiques dures. Elles absorbent néanmoins 3 à 4 fois leur propre poids en sang à chaque repas. Pour déshydrater leur repas et éliminer les sels ingérés, les espèces de cette famille ont développé des moyens très différents de ceux qu'utilisent les Ixodidae. L'eau est rapidement excrêtée sous forme de gouttes par les glandes coxales, permettant des repas plus rapides, et permettant à la tique de rester plus discrète. Cette déshydratation et concentration du repas riche en protéines sanguines est amorcé dès la fin de la phase d'engorgement de sang, ou peu après que la tique ait quitté son hôte. Cette différence a une importance épidémiologique car le liquide coxal peut aussi contaminer l'hôte.
Contrairement à ce qui se passe chez les ixodae, la salive n'est pas ou peu injectée ou dégurgitée vers l'hôte pour éliminer les fluides ou prédigérer le repas.
Contrairement à ce qu'on a d'abord pensé, les glandes salivaires des Argasidae sont aussi sophistiquées que celles des Ixodidae. On pensait qu'elles ne contenaient que deux types d'acini ; ce qui n'est pas le cas comme on l'a montré en 2004 en Afrique du Sud.
Ces espèces produisent un cocktail de substances lytiques, anesthésiques et anticoagulantes,  et de la lipocaline (protéine inhibant l'inflammation en bloquant l'histamine et la sérotonine) qui s'avère (immédiatement, ou après sensibilisation ?) allergisante pour de nombreux animaux.

## Reproduction et cycle de développement
C'est dans l'habitat où elle a vécu toute sa vie (nid, terrier, poulailler...) que la femelle pond de 20 à 150 œufs cachés dans les fissures et anfractuosités.
Le cycle de développement de ces espèces comporte trois stages (larvaire, nymphale et adulte), qui - selon les conditions thermohygrométriques et la disponibilité en hôte - nécessitent de 3 à 36 mois.
Sauf pour les Ornithodoros qui se nourrissent plus rapidement, les larves se gorgent de sang en 2 à 10 jours, puis se détachent de leur hôte et se cachent pour une pupaison. À la différence des autres larves de tiques, celles des Ornithodoros  se nourrissent très rapidement, en ne restant fixées que 30 minutes au plus. Elles sont donc moins facilement repérables, et peut-être moins vulnérables aux acaricides. Elles se laissent ensuite chuter sur le sol, généralement dans le nid ou le terrier de leur hôte pour la pupaison. Chez les autres espèces de cette famille, la larve se fixe de 3 à 10 jours.
Une nymphe au premier stade sort de la pupe. Cette nymphe va grandir en passant par plusieurs stades et mues, chacun correspondant à un accroissement de taille, après une mue simple précédée d'un repas de sang qui dure de 1 à 2 heures.
La nymphose comporte 2 à 7 stades, selon les espèces (4 ou 5 le plus souvent).
Les mâles, plus petits, requièrent un nombre moins important de stades et de repas
Quand la femelle est à son dernier stade elle peut être fécondée et pondre.
L'adulte (mâle ou femelle) effectue des repas épisodiques de 15 à 20 minutes (A. persicus peut prendre jusqu'à 7 repas, éventuellement des hôtes différents). Chaque repas permet à la femelle de pondre de 20 à 150 œufs, dans les fissures et anfractuosités de son habitat. 
L'accouplement se produit avant ou après ces repas.

## Identification
Elle relève d'un travail de spécialistes, et se fait souvent au microscope.
Elle est orientée par la connaissance de l'hôte d'accueil et sa provenance géographique. 

## Dimorphisme sexuel
Les mâles sont plus petits, et nécessitent moins de stades pour la nymphose, mais le dimorphisme est beaucoup moins marqué que celui des Ixodidae.

## Liste des genres
Selon Guglielmone et al., 2010 :
sous-famille Antricolinae :
- Antricola Cooley & Kohls, 1942
- Argas Latreille, 1795
- Nothoaspis Keirans & Clifford, 1975
- Ornithodoros C. L. Koch, 1837
- Otobius Banks, 1912

## Impact économique
Il est mal évalué, mais sans doute non négligeable dans les pays pauvres et chauds notamment, en raison des maladies véhiculées par ces tiques.

## Aspects éco-épidémiologiques et épidémiologiques
Comme probablement toutes les tiques, ces espèces véhiculent des pathogènes qui infectent les animaux-hôtes, ou éventuellement l'Homme. Leur caractère endophile et monotrope en fait un parasite particulièrement gênant pour les éleveurs. Leur habitat naturel ressemble en outre à celui qu'elles peuvent trouver en substitution dans les maisons, caves, greniers, hangars, niches, étables, écuries, poulaillers, pigeonniers... Il est probable que des pathogènes comme les Nairovirus ou les Borrelia responsables de fièvres récurrentes aient longuement coévolué avec ces tiques, entrainant une richesse génétique et une différenciation biogéographique de souches pathogène très adaptés à leur vecteur et à leurs hôtes.
Certains Argasidae peuvent chercher à se nourrir sur l'homme si leur hôte de prédilection vient à manquer (par exemple quand on chasse les chauve-souris d'une maison).

## Publication originale
- (de) C. L. Koch, 1844 : Systematische Übersicht über die Ordnung der Zecken. Archiv Für Naturgeschichte, Berlin, vol. 10, p. 217–239 (texte intégral).

### Aide à l'identification
- (de) site de systématique de M. Becker
- (en) Identification Key homepage
- Guides actualisés de détermination des tiques de l’ICTTD-2 et 3
- (en) Rom du Armed Force Pest Management Board
- (en) Fauna of Ixodids of the World de GV Kolonin
- (en) Dartmoor Tick Watch
- (en) Arachnida identification guide & checklist